# Teresa d'Avila - Il castello interiore
Teresa d'Avila - Il castello interiore (Teresa) è un film per la televisione del 2015 diretto da Jorge Dorado.

## Trama
Teresa, una ragazza con vari problemi che frequenta le superiori, viene rinchiusa e abbandonata in un ripostiglio da alcuni bulli della scuola. Qui la ragazza legge Il libro della vita (Libro de la vida) di santa Teresa d'Ávila, che le aveva prestato un'insegnante preoccupata per lei. Leggendo il libro, che racconta le esperienze spirituali e le traversie vissute della santa, la ragazza si immedesima nell'autrice e nelle sue vicissitudini.

## Distribuzione
Il film è stato presentato il 24 settembre 2015 al Festival internazionale del cinema di San Sebastián e trasmesso per la prima volta in TV il 17 novembre dello stesso anno sulla rete spagnola La 1.
In Italia il film è stato trasmesso per la prima volta il 16 giugno 2018 da TV2000 e poi ritrasmesso sulla stessa rete.